# Стоунман, Джордж
Джордж Стоунман Младший (англ. George Stoneman, Jr.; 8 августа 1822 — 5 сентября 1894) — американский военный, кавалерийский офицер и преподаватель военной академии Вест-Пойнт. В годы гражданской войны он был адъютантом генерала Макклелана, затем командиром кавалерийского корпуса Потомакской армии. После не вполне удачного «Рейда Стоунмана» он был отстранён от командования кавалерийским корпусом и впоследствии служил при Шермане в Джорджии. С 1883 по 1887 служил губернатором Калифорнии.

## Ранние годы
Стоунман родился в 1822 году на ферме в Бастай, штат Нью-Йорк. Он был первым ребёнком в семье лесопромышленника Джорджа Стоунмана Старшего и Катерины Ребекки Ченей. Он учился в Джеймстаунской академии, которую окончил в 18 лет и неожиданно принял решение поступить в военную академию Вест-Пойнт. Он лично написал военному секретарю Беллу письмо, в котором просил принять его в академию и 9 мая 1842 года его официально зачислили в кадеты. В Вест-Пойнте, Стоунман жил в одной комнате с будущим генералом Томасом Джексоном. Впоследствии его одноклассник Дариус Кауч писал, что Стоунман и Джексон были друзьями, в чём-то очень схожими, а в чём-то очень разными, оба были сдержанны, молчаливы и ненавязчивы.
Стоунман окончил академию 33-м в выпуске 1846 года и был определен в 1-й драгунский полк во временном звании второго лейтенанта. В 1846—1848 годах он участвовал в мексиканской войне, однако не видел крупных сражений. 12 июля 1847 года получил постоянное звание второго лейтенанта.
C 1848 по 1852 год служил в Калифорнии, участвовал в перестрелках с индейцами. В 1853—1854 годах способствовал картографированию Сьерра-Невады. 25 июля 1854 года получил звание первого лейтенанта. С октября 1854 по март 1855 служил в Джефферсоновских казармах, где 3 марта 1855 года стал капитаном 2-го драгунского полка. В 1858—1859 взял отпуск для путешествия в Европу.

## Гражданская война

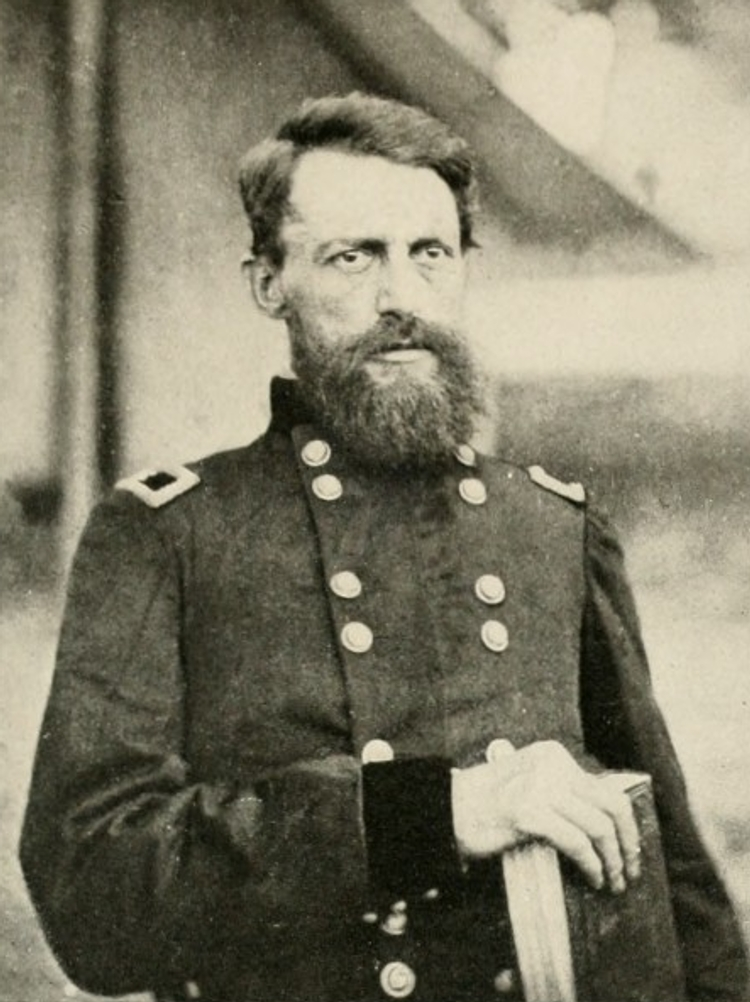
Стоунман в годы войны

Война застала Стоунмана в форте Браун, где он отказался сдаться конфедератам Дэвида Твиггса, сумел покинуть форт со своим отрядом и уйти на север и вернуться на восток. 9 мая 1861 года получил звание майора регулярной армии. 24 мая участвовал в походе на Александрию. 20 июня попал в штаб армии генерала Джорджа Макклелана в западной Вирджинии, где прослужил до 13 августа.
13 августа 1861 года Стоунман получил звание бригадного генерала добровольческой армии и 14 августа был назначен командующим кавалерией Потомакской армии. 22 ноября 1862 года он женился на Мэри Оливер Хардисти (1836—1915) в Балтиморе.
14 марта 1862 Макклелан поручил Стоунману совершить разведывательный рейд в направлении Манассаса, однако это поручение Стоунман смог выполнить лишь частично, ввиду плохого состояния дорог и половодья на реках.
Через несколько дней началась переброска Потомакской армии на Вирджинский полуостров, которая положила начало кампании на полуострове. Под началом Стоунмана находилось 24 110 кавалеристов, которые 17 марта погрузились на транспорта. В ходе кампании Стоунман Присутствовал при осаде Йорктауна, участвовал в сражении при Уильямсберге (4 мая), командовал авангардом при наступлении на Ричмонд, а затем во всех кавалерийских операциях Семидневной Битвы. Поскольку Макклелан недооценивал роль кавалерии в бою, Стоунману не удавалось себя проявить, равно как и всем остальным федеральным кавалеристам. Отчасти причиной тому была непригодная для кавалерии местность.
1 сентября 1862 года в сражении при Шантильи погиб генерал Филип Карни, командир 1-й дивизии III корпуса Потомакской армии, и 10 сентября Стоунман был назначен на его место, сдав свою кавалерийскую дивизию Альфреду Плезонтону. Корпус сильно пострадал в боях на Полуострове, поэтому не участвовал в Мерилендской кампании. В конце октября Макклеллан начал новое наступление, перешёл реку Потомак и направился на Уоррентон. Стоунман командовал кавалерийским отрядом в 9 или 10 тыс. человек. Они перешли Потомак около Лисберга. В этом городе Стоунман разметил свой штаб и оттуда вел наблюдение за противником в Лоудонской долине. В конце октября Макклеллан был отстранен от командования и 9 ноября попрощался с офицерами своей армии. Бен Фулер Фордней писал: «Это был сложный момент для Стоунмана, который расставался со своим одноклассником. Макклеллан вызвал его в Западную Вирджинию для успешной кампании 1861 года, отправил его на Полуостров и дал ему дивизию. Стоунман мог чувствовать, что если бы он остановил Стюарта во время его мерилендского и пенсильванского рейда, Макклелан мог бы не оказаться в таком сложном положении».
15 ноября 1862 года новый главнокомандующий Бернсайд назначил Стоунмана командиром III корпуса, а 29 ноября Стоунману присвоили звание генерал-майора добровольческой армии. В этой должности он участвовал в сражении при Фредериксберге.
22 ноября 1862 года Стоунман женился на Мэри Оливер Хардисти из Балтимора.
После Фредериксберга главнокомандующим армии стал Джозеф Хукер, который свел кавалерию в один большой корпус и поручил Стоунману возглавить это подразделение. Этот кавалерийский корпус мог действовать независимо, совершать рейды вглубь территории противника, разрушать его коммуникации и доставлять разведывательную информацию.
Весной 1863 года был разработан план Чанселорсвильской кампании. Главная роль в плане Хукера отводилась именно корпусу Стоунмана. Он должен был прорваться в тылы армии Ли, разрушить железную дорогу, помешать подводу припасов и в итоге осложнить отступление всей Северовирджинской армии. Однако, этот рейд, известный как «Рейд Стоунмана», окончился неудачей. Корпус удачно начал рейд, но забуксовал после переправы через Рапидан. В ходе сражения при Чанселорсвилле Стоунман практически ничего не достиг и в итоге Хукер назвал его основным виновником чанселорсвилльского разгрома. Хукеру надо было найти виноватого, поэтому он отстранил Стоунмана от командования и отправил его в Вашингтон формально ввиду плохого здоровья. Там Стоунман в июле попал на административную должность, став начальником федерального кавалерийского бюро. Впоследствии в его честь назвали Кэмп-Стоунман, крупный склад припасов для кавалерии на реке Потомак.
В начале 1864 года Стоунман устал от бумажной работы в Вашингтоне и обратился к своему другу Джону Скофилду с просьбой вернуть его к полевой службе. Он хотел стать командиром пехотного корпуса, но в итоге возглавил кавалерийский корпус Огайской армии. Он участвовал в Атлантской кампании, в конце июля 1864 года руководил каваларийским рейдом на Мэйкон, но был разбит на обратном пути и попал в плен. Стоунман стал самым высокоранговым военнопленным федеральной армии. Он пробыл в плену три месяца.
В судьбу Стоунмана вмешался Шерман, и Стоунман был отпущен по обмену. Он вернулся в армию и в декабре 1864 года возглавил рейд из восточного Теннесси в Юго-Западную Вирджинию. Он провел еще несколько рейдов в Вирджинию и Северную Каролину (они упоминаются в песне «The Night They Drove Old Dixie Down»), захватил город Салем, разрушил фабрику «Мораток Айрон Фернанс», а в Солсбери собирался освободить 1 400 федеральных военнопленных, но не успел. За свои заслуги он получил временное звание генерал-майоре регулярной армии. Стоунман едва не захватил в плен президента Конфедерации Дэвиса во время его бегства из Ричмонда.
В июне 1865 года он стал командовать департаментом Теннесси и руководил оккупацией Мемфиса.

## Послевоенная деятельность
В 1866 оду Стоунман выступил против радикальной Реконструкции и вступил в Демократическую партию. Он руководил военной администрацией в вирджинском Петерсберге и был известен как сторонник мягких форм Реконструкции. В сентябре 1866 года он покинул Добровольческую армию и остался в регулярной армии в звании подполковника. Его направили в Аризону, однако в мае 1871 года отстранили от должности. Стоунман перебрался в Калифорнию и поселился вместе с женой в долине Сен-Габриель, в поместье Лос-Роблес. В 1882 году его избрали губернатором Калифорнии от демократической партии. После окончания срока его дом сгорел (предположительно по вине его личных врагов), и у Стоунмана начались финансовые проблемы. Он вернулся в штат Нью-Йорк на лечение. Он умер от инсульта в Буффало и был похоронен на кладбище Бентли-Семетери в Лэйквуде.